# العماير (محافظة عقلة الصقور)
العماير هو مركزٌ سعوديٌ تابعٌ لمحافظة عقلة الصقور التابعة لمنطقة القصيم، في المملكة العربية السعودية. المركز من الفئة (ب)، ورمزه 1868 حسب دليل الترميز الموحد للمناطق الإدارية بالمملكة العربية السعودية.